# Quatuor Festetics
Le Quatuor Festetics est un quatuor à cordes hongrois fondé en 1985.

## Historique
Le Quatuor Festetics est un quatuor à cordes créé en 1985, qui emprunte son nom à la famille noble hongroise d'origine croate des Festetics, dont le palais abrite la bibliothèque Helikon.
Les membres fondateurs de l'ensemble sont les violonistes István Kertész et Erika Petőfi, l'altiste Péter Ligeti et le violoncelliste Rezső Pertorini.
Le quatuor pratique l'interprétation historiquement informée. Il est notamment connu pour son intégrale remarquée des quatuors à cordes de Haydn, enregistrée entre 1993 et 2006 à Budapest et réalisée pour la première fois sur « instruments d'époque ». La gravure est basée sur l'édition Artaria des 58 quatuors authentifiés par le compositeur,,.

## Discographie
Outre l'intégrale Haydn, la discographie du Quatuor Festetics chez Arcana comprend les quatre derniers quatuors de Mozart et ses deux quatuors avec piano en compagnie de Paul Badura-Skoda, ainsi que le Quintette à cordes avec Wieland Kuijken et les Quatuors D. 46 et D. 804 de Schubert.  
Pour Hungaroton, le quatuor a également enregistré Les Sept Dernières Paroles du Christ en croix de Haydn, les treize quatuors de jeunesse de Mozart et des partitions méconnues de l'époque classique dues à Franz Grill, Joseph Bengraf (de), Mihály Mosonyi, Johannes Spech (en), Friedrich Hartmann Graf, Georg Druschetzky ou Márk Rózsavölgyi, notamment.   

## Instruments
Les instruments des quartettistes sont montés à l'ancienne avec des cordes en boyau :
- le premier violon István Kertész joue un violon italien de l'école milanaise du XVIIIe siècle[5] ;
- la second violon Erika Petőfi joue un violon Matthias Thier (Vienne, 1770)[5] ;
- l'alto Péter Ligeti joue un alto de Matthias Albanus (Bolzano, 1651)[5] ;
- le violoncelle Rezső Pertorini joue un violoncelle français anonyme du XVIIe siècle[5].